# Briana Evigan
Briana Barbara-Jane Evigan (Los Angeles, 23 ottobre 1986) è un'attrice, ballerina, cantante e tastierista statunitense.

## Biografia
Evigan nasce nel 1986 dalla ballerina, attrice e modella Pamela Serpe e dall'attore Greg Evigan. Suo padre è di origini polacche, mentre sua madre italiane. È la più piccola di tre figli, e ha un fratello, Jason, ed una sorella Vanessa Lee.
Briana Evigan inizia a studiare danza all'età di nove anni Successivamente entra a far parte, come cantante, della band Moorish Idol, e si iscrive al Los Angeles Valley College per studiare Speech and Communication.

## Carriera
Ballerina professionista, Evigan è apparsa in numerosi video musicali, tra i quali Numb dei Linkin Park, nei panni di una ragazza che sogna di fare la pittrice, ma che viene derisa dai compagni di scuola. Come attrice, debutta nel 1996 nel film House of the Damned, insieme a suo padre, che interpreta il genitore anche nella fiction. È poi comparsa in piccoli ruoli in Something Sweet e Bottoms Up.
Nel 2008 raggiunge la notorietà con Step Up 2 - La strada per il successo, sequel di Step Up, dove interpreta il ruolo di Andie West, la protagonista. Insieme a Robert Hoffman, riceve il premio Best Kiss per il miglior bacio apparso nel film agli MTV Movie Awards 2008. Nel 2009, riceve il ruolo di Corey, migliore amica di Samantha Darko, in S. Darko, sequel del cult movie del 2001 Donnie Darko, e di Cassidy Tappan in Patto di sangue, mentre l'anno successivo è Kelly Taylor, la protagonista di Burning Bright.
Nel 2014 va in scena nel film Step up All In dove interpreta nuovamente Andie West insieme a Ryan Guzman che interpreta il ruolo di Sean.

## Videografia
- Numb, videoclip del singolo dei Linkin Park (2003)
- Low, videoclip del singolo di Flo-Rida con T-Pain (2007-2008)
- Church, videoclip del singolo di T-Pain (2008)
- Push, videoclip del singolo di Enrique Iglesias (2008)
- Get U Home, videoclip del singolo di Shwayze (2009)
- 7 Things, videoclip del singolo di Miley Cyrus (2008)

## Filmografia

### Cinema
- House of the Damned, regia di Scott P. Levy (1996)
- Something Sweet, regia di Sammy Smith – cortometraggio (2004)
- Step Up 2 - La strada per il successo (Step Up 2: The Streets), regia di Jon Chu (2008)
- S. Darko, regia di Chris Fisher (2009)
- Patto di sangue (Sorority Row), regia di Stewart Hendler (2009)
- Burning Bright, regia di Carlos Brooks (2010)
- Mother's Day, regia di Darren Lynn Bousman (2010)
- Monster Heroes, regia di Danny Cistone (2010)
- Subject: I Love You, regia di Francis dela Torre (2011)
- Mine Games, regia di Richard Gray (2012)
- Rites of Passage, regia di W. Peter Iliff (2012)
- The Devil's Carnival, regia di Darren Lynn Bousman (2012)
- Stash House, regia di Eduardo Rodriguez (2012)
- She Loves Me Not, regia di Brian Jun e Jack Sanderson (2013)
- Caretaker, regia di Marty Murray (2013)
- Monica, regia di Greg Carter (2014)
- Step Up All In, regia di Trish Sie (2014)
- Love Is All You Need?, regia di Kim Rocco Shields (2016)

### Televisione
- Bottoms Up, regia di Erik MacArthur – film TV (2006)
- Fear Itself – serie TV, episodio 1x06 (2008)
- A Star for Christmas, regia di Michael Feifer – film TV (2012)
- Un Natale da favola (Once Upon a Holiday), regia di James Head – film TV (2015)
- Una famiglia quasi perfetta (The Good Nanny), regia di Jake Helgren – film TV (2017)
- La vita segreta di mio marito (My Husband's Secret Wife), regia di Tamar Halpern – film TV (2018)

## Riconoscimenti
- 2008 – Teen Choice Awards
  - Nomination Miglior rivelazione femminile (Step Up 2 - La strada per il successo)

- 2008 – MTV Movie Awards
  - Miglior bacio (Step Up 2 – La strada per il successo, condiviso con Robert Hoffman)

- 2009 – ShoWest Convention, USA
  - Female Star of Tomorrow (Patto di sangue)

## Doppiatrici italiane
Nelle versioni in italiano dei suoi film, Briana Evigan è stata doppiata da:
- Alessia Amendola in Step Up 2 - La strada per il successo, Step Up All In
- Roberta De Roberto in La vita segreta di mio marito
- Emanuela Damasio in Una famiglia quasi perfetta
- Valentina Perrella in A Certain Justice
- Eleonora Reti in Un Natale da favola
- Debora Magnaghi in Burning Bright
- Letizia Scifoni in Patto di sangue
- Emanuela D'Amico in Fear Itself
- Angela Brusa in S. Darko